# 阿尔斯兰·伊列克·纳斯尔
阿尔斯兰·伊列克·纳斯尔（？—1013年），即纳赛尔·阿里（Nasr Bin Ali Han），喀喇汗国可汗阿里木萨的次子。他侵入河中，999年10月23日进入布哈拉，监禁了马立克，吞并中亚河中地区。纳赛尔·阿里在河中成为副汗。与哥疾宁王朝瓜分萨曼王朝。其兄阿赫马德·阿里仅是在八剌沙衮名义上的共主。伊斯兰历403年（1012年7月23日—1013年7月12日），阿尔斯兰·伊列克·纳斯尔去世，其子穆罕默德、贝里特勤（伊卜拉欣·桃花石·博格拉汗）。